# الدوري الإنجليزي لكرة القدم 1998–99
الدوري الإنجليزي لكرة القدم 1998–99 (بالإنجليزية: 1998–99 Football League)‏ هو موسم من دوري كرة القدم الإنجليزي. فاز فيه نادي سندرلاند.